# Аббасия
Аббасия (араб. عباسية‎) — деревня в Ливане, на территории мухафазы Южный Ливан. Входит в состав района Сур. Является центром одноимённого муниципалитета.

## Название
Название деревни восходит к имени Аббаса ибн Абд аль-Мутталиба (566—653), дяди пророка Мухаммеда.

## География
Деревня находится в юго-западной части Ливана, к югу от реки Литани, на расстоянии приблизительно 5 километров к северо-востоку от города Сур, административного центра района. Абсолютная высота — 252 метра над уровнем моря.

## Инфраструктура
На территории муниципалитета Аббасия функционируют 7 школ (2 общедоступные и 5 частных), а также одно коммерческое учреждение высшего образования.

## Транспорт
Ближайший аэропорт расположен в израильском городе Кирьят-Шмона.